# محمد سبیل
محمد سبیل (انگلیسی: Mohammed Sebil؛ زادهٔ ۱۳ آوریل ۱۹۹۳) یک بازیکن فوتبال است.